# Autoroute A9 (Francia)
La Autoroute A9 es el tramo de la autopista europea E-15 que discurre por el Languedoc y Rosellón, en el sur de Francia, y enlaza con la AP-7 (en España). Nace en Orange (en el Vaucluse) y recorre la costa mediterránea hasta Salces con el sobrenombre de La Languedoccienne (la lenguadociana). De Salces a El Pertús, recibe el nombre de "la catalana".

## Recorrido
Lenguadoc
- Orange
- Nimes
- Montpellier
- Beziers
- Narbona

Pirineos Orientales
- Perpiñán
- Frontera Francesa

Cataluña
- La Junquera

## Explotación
La autopista A9 es de peaje. La empresa explotadora es Autoroutes du Sud de la France (ASF). El coste de recorrer la totalidad de la vía (280 km), que corresponde a la región Languedoc-Rosellón, con coche era de 31,70 euros el 1 de febrero de 2025.